# Spergularia media
Spergularia media là loài thực vật có hoa thuộc họ Cẩm chướng. Loài này được (L.) C.Presl miêu tả khoa học đầu tiên năm 1826.